# Uranophora choana
Uranophora choana är en fjärilsart som beskrevs av Druce. Uranophora choana ingår i släktet Uranophora och familjen björnspinnare. Inga underarter finns listade i Catalogue of Life.